# Давид Попович
Давид Попович (на румънски: David Popovici) е румънски състезател по плуване, олимпийски шампион на 200 метра свободен стил от Летните олимпийски игри през 2024 година и двукратен световен шампион на 200 метра свободен стил за мъже в голям басейн. Носител е на Ордена на Звездата на Румъния (на румънски: Ordinul Steaua României).
Попович е роден на 15 септември 2004 година в Букурещ, Румъния. Започва да плува в басейна „Лия Манолиу“ на 4-годишна възраст по лекарска препоръка за коригиране на ранна сколиоза. На 9-годишна възраст започва да тренира в „Аква Тийм Букурещ“ под ръководството на бившия плувец с докторска степен Адриан Радулеску.
На 10-годишна възраст чупи първия си национален рекорд за юноши на 50 м гръб – 24-годишен рекорд, държан от бронзовия медалист от световното първенство през 2003 г. Драгош Коман. На 14-годишна възраст става най-бързият плувец под 15 години в историята на Европейския младежки олимпийски фестивал, преплувайки 100 метра за 49,82 секунди.
През сезон 2022 печели единадесет златни и два сребърни медала, записвайки 13 от 19-е най-бързи плувания в света, като същевременно става едва третият плувец в историята, постигнал време под 1:43 минути на 200 метра свободен стил. На Световното първенство по водни спортове през 2022 г. печели златни медали в двете си емблематични дисциплини – 100 метра свободен стил за мъже и 200 метра свободен стил за мъже – ставайки първият плувец след Джим Монтгомъри през 1973 г. с такова постижение в рамките на едно издание на световното първенство.
През 2022 година Българската телеграфна агенция го обявява за победител в 49-ото издание на анкетата "Спортист на Балканите".
На Олимпийските игри в Париж през 2024 г. се класира трети на 100 метра свободен стил, завършвайки само на 0,01 секунда зад австралиеца Кайл Чалмърс.
На Световното първенство по плуване в Сингапур през 2025 г. завоюва златен медал на 100 метра свободен стил, поставяйки нов европейски рекорд с резултат 46.51 секунди, и златен медал на 200 метра свободен стил с време 1:43.53 минути.
Към 2025 г. е носител едновременно на европейския и на световния рекорд за юноши на 100 метра свободен стил и на 200 метра свободен стил.